# Eraldo Pecci
Eraldo Pecci (San Giovanni in Marignano, 1955. április 12. –) válogatott olasz labdarúgó, középpályás.

## Pályafutása

### Klubcsapatban
A Bologna korosztályos csapatában kezdte a labdarúgást, ahol 1973-ban mutatkozott be az első csapatban. 1975 ls 1981 között a Torino labdarúgója volt, ahol tagja volt az 1975–76-os bajnokcsapatnak. 1981 és 1985 között a Fiorentina, 1985–86-ban a Napoli csapatában játszott. 1986-ban visszatért anyaegyesületéhez, a Bolognához. 1989–90-ben Vicenza labdarúgójaként fejezet be az aktív labdarúgást.

### A válogatottban
1975 és 1978 között hat alkalommal szerepelt az olasz válogatottban. Tagja volt az 1978-as világbajnoki negyedik helyezett csapatnak, de mérkőzésen nem szerepelt.

## Sikerei, díjai
Olaszország
- Világbajnokság
  - 4.: 1978, Argentína

 Bologna
- Olasz kupa (Coppa Italia)
  - győztes: 1974
- Olasz bajnokság (másodosztály, Serie B)
  - bajnok: 1987–88

 Torino
- Olasz bajnokság (Serie A)
  - bajnok: 1975–76